# Marquesado de Nerva

Escudo de Nerva (Huelva).

El marquesado de Nerva es un título nobiliario español creado por la reina regente María Cristina de Habsburgo-Lorena y concedido, en nombre de Alfonso XIII, a Manuel Martín de Oliva y Romero, I marqués pontificio de Oliva, el 12 de enero de 1891 por real decreto y el 27 de febrero del mismo año por real despacho.
Su nombre hace referencia al municipio andaluz de Nerva, en la provincia de Huelva.

## Marqueses de Nerva
|                           | Titular                                   | Periodo                   |
| Creación por Alfonso XIII | Creación por Alfonso XIII                 | Creación por Alfonso XIII |
| ------------------------- | ----------------------------------------- | ------------------------- |
| I                         | Manuel Martín de Oliva y Romero           | 1891-1897                 |
| II                        | Manuel Martín de Oliva Sánchez-Ocaña      | 1897-1924                 |
| III                       | María del Pilar Cavengt y Martín de Oliva | 1930-1997                 |
| IV                        | Francisco Javier Elorza y Cavengt         | 1998-hoy                  |

## Historia de los marqueses de Nerva
La lista de los marqueses de Nerva, junto con las fechas en las que sucedieron sus titulares, es la que sigue:
- Manuel Martín de Oliva y Romero, I marqués de Nerva, I marqués pontificio de Oliva (autorizado su uso en España el 8 de febrero de 1881), senador del reino y diputado a Cortes[3]

Se casó con Pilar Sánchez-Ocaña. El 12 de julio de 1897 le sucedió su hijo:
- Manuel Martín de Oliva y Sánchez-Ocaña (m. en 1924), II marqués de Nerva.

Se casó con Ramona Martínez de Osma. El 3 de marzo de 1930 le sucedió su nieta:
- María del Pilar Cavengt y Martín de Oliva, III marquesa de Nerva. Era hija de María del Carmen Martín de Oliva y Martínez y de su marido Santiago Cavengt y Gutiérrez.

Se casó con Francisco Javier Elorza y Echániz. El 4 de mayo de 1998, tras orden del 10 de marzo del mismo año (BOE del 14 de abril), le sucedió su hijo:
- Francisco Javier Elorza y Cavengt, IV marqués de Nerva.